# Episodi di Space Force (prima stagione)
La prima stagione della serie televisiva Space Force è stata pubblicata su Netflix il 29 maggio 2020, in tutti i paesi in cui il servizio è disponibile.
| nº | Titolo originale                  | Titolo italiano                   | Pubblicazione  |
| -- | --------------------------------- | --------------------------------- | -------------- |
| 1  | The Launch                        | Il lancio                         | 29 maggio 2020 |
| 2  | Save Epsilon 6!                   | Salvate l'Epsilon 6!              | 29 maggio 2020 |
| 3  | Mark And Mallory Go To Washington | Mark e Mallory vanno a Washington | 29 maggio 2020 |
| 4  | Lunar Habitat                     | Habitat lunare                    | 29 maggio 2020 |
| 5  | Space Flag                        | La bandiera spaziale              | 29 maggio 2020 |
| 6  | The Spy                           | La spia                           | 29 maggio 2020 |
| 7  | Edison Jaymes                     | Edison Jaymes                     | 29 maggio 2020 |
| 8  | Conjugal Visit                    | Visita coniugale                  | 29 maggio 2020 |
| 9  | It's Good To Be Back On The Moon  | Tornarci è una conquista vera     | 29 maggio 2020 |
| 10 | Proportionate Response            | Risposta proporzionata            | 29 maggio 2020 |